# Pseudochirops cupreus
Espèce
Synonymes
- Pseudocheirus cupreus Thomas, 1897

Statut de conservation UICN

 LC  : Préoccupation mineure
Pseudochirops cupreus est une espèce de marsupiaux endémique de Nouvelle-Guinée.

## Référence
- Thomas, 1897 : On some new phalangers of the genus Pseudocheirus. Annali del Museo Civico di Storia Naturale di Genova, vol. 18, p. 142-146.